# سیمونه بورلی
سیمونه بورلی (ایتالیایی: Simone Borrelli؛ زادهٔ ۵ نوامبر ۱۹۸۵) بازیگر، کارگردان فیلم، خواننده، ترانه‌سرا، موسیقی‌دان و تهیه‌کننده موسیقی اهل ایتالیا است. وی از سال ۲۰۰۰ میلادی تاکنون مشغول فعالیت بوده‌است.
از فیلم‌ها یا برنامه‌های تلویزیونی که وی در آن نقش داشته‌است، می‌توان به به کجا می‌روی، عزیزم؟ و درمان فوری اشاره کرد.